# 津村紀陵

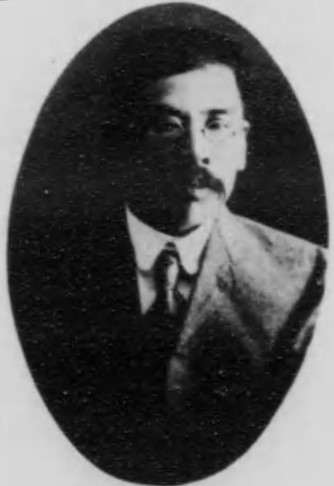
津村紀陵

津村 紀陵（つむら きりょう、1863年4月9日（文久3年2月22日） - 1933年（昭和8年）12月16日）は、明治から昭和時代前期の政治家、実業家。貴族院多額納税者議員。前名・光三郎。

## 経歴
素封家・津村重兵衛の長男として紀伊国那賀郡、のちの和歌山県那賀郡山崎村（岩出町を経て現岩出市）で生まれる。1904年（明治37年）3月、家督を相続し紀陵と改名した。
1884年（明治17年）中野黒木村外8カ村戸長に就任。和歌山県会議員を経て、紀南索道、野上軽便鉄道、秋津川水力電気各社長、和歌山倉庫銀行取締役などを歴任した。1918年（大正7年）6月和歌山県多額納税者として貴族院議員に互選され、同年9月29日から1925年（大正14年）9月28日まで在任した。在任中は交友倶楽部に所属した。

## 親族
- 父：津村重兵衛（実業家、和歌山県会議員[2]）